# قرنفل أنيق
القرنفل الأنيق (باللاتينية: Dianthus elegans) نوع نباتي من جنس القرنفل من الفصيلة القرنفلية.

## الموئل والانتشار
موطن هذا النوع بلاد الشام وتركيا وإيران.

## مرادفات للاسم العلمي
- (باللاتينية: Dianthus actinopetalus Fenzl)
- (باللاتينية: Dianthus cous Boiss.)
- (باللاتينية: Dianthus wawrae Freyn)